# Mededil
Mededil - Società di Edilizia Mediterranea S.p.A. era una società italiana che operava nel settore delle costruzioni di edifici ad uso civile.
Era parte del Gruppo IRI-Italstat.

## Storia
La società nacque a Genova il 7 marzo 1906 come Società Italiana per Iniezione del Legname Sistema Ruping per l'applicazione di tale procedura alla lavorazione del legno: essa consiste nell'impregnare il legno con sostanze antisettiche onde ottenerne una maggiore resistenza alle alterazioni.
Nel 1963 la società diventa Mededil - Società di Edilizia Mediterranea S.p.A. con il compito di promuovere attività volte alla valorizzazione ed al risanamento della città di Napoli ed alla realizzazione di nuovi quartieri. In quegli anni vede tra i suoi azionisti Società Generale Immobiliare, Istituto Romano di Beni Stabili e Società Italiana per Condotte d'Acqua. Nella seconda metà degli anni settanta verrà totalmente acquisita da Italstat.
Infatti la società provvederà alla realizzazione ed alla costruzione del Centro direzionale di Napoli.
Inoltre nel 1989 Mededil aveva acquisito per 11 miliardi di lire i 14 ettari dell'impianto di Bagnoli di proprietà di Eternit S.p.A. al fine di procedere alla bonifica ed alla trasformazione di tale zona in un centro turistico con alberghi e porti marittimi, subordinando però questo progetto alla chiusura delle attività del continguo impianto siderurgico di Italsider. Tuttavia il tutto è rimasto solamente ad una fase progettuale e teorica, che non ha mai visto l'avvio dei lavori. Questi terreni sono stati successivamente ceduti nel 2001 al Comune di Napoli per la bonifica ambientale del territorio.
Nel 1994 Mededil viene messa in liquidazione dalla controllante Iritecna a causa della sua difficile situazione economica dovuta alla contrazione del portafoglio lavori.
La società tuttavia continua ancora ad esistere come Mededil S.p.A. in liquidazione, gruppo Fintecna, per procedere alla risoluzione di procedimenti giudiziari intentati da soggetti terzi nei confronti della azienda medesima.
Mededil – Società Edilizia Mediterranea S.p.A. in liquidazione, in data 25 luglio 2011, è stata cancellata dal Registro delle Imprese di Napoli.